# Lehmofen

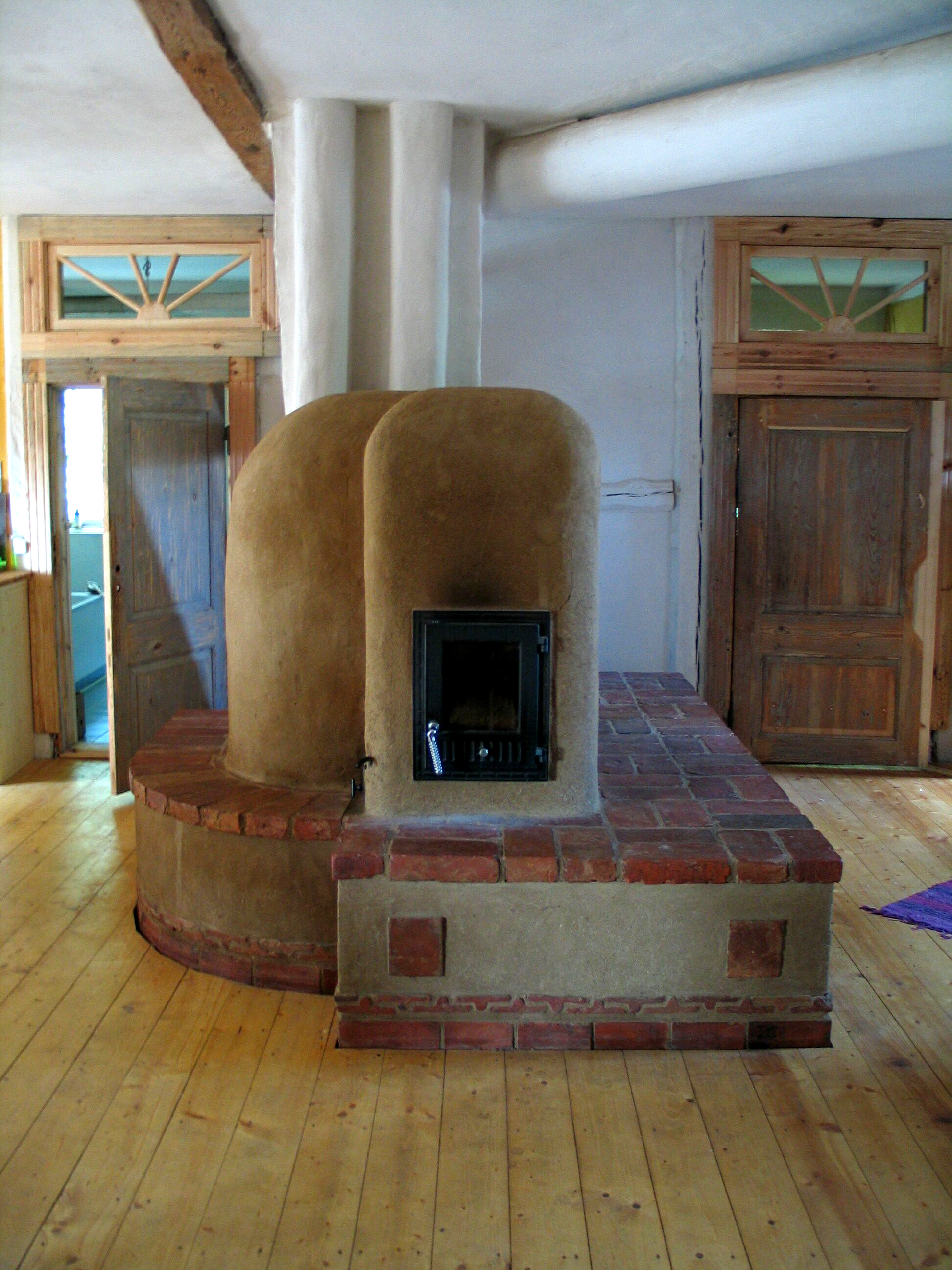
Lehmofen mit Ofenbank

Bei einem Lehmofen handelt es sich in der Regel um einen Grundofen, der im Wesentlichen aus Lehm gebaut ist. Als Baumaterial kann neben Lehmsteinen, Lehmmörtel und Lehmputz eine Vielzahl weiterer Materialien verwendet werden, wie zum Beispiel Schamottsteine, Backsteine oder Dachziegel. Genauso vielfältig wie die Baumaterialien ist der Verwendungszweck.

## Beheizung des Wohnraums
Oft wird ein Lehmofen zur Beheizung des Wohnraums verwendet. Dabei können die Rauchgaszüge zum Teil als Ofenbank ausgeführt werden.

## Ton-Brennofen

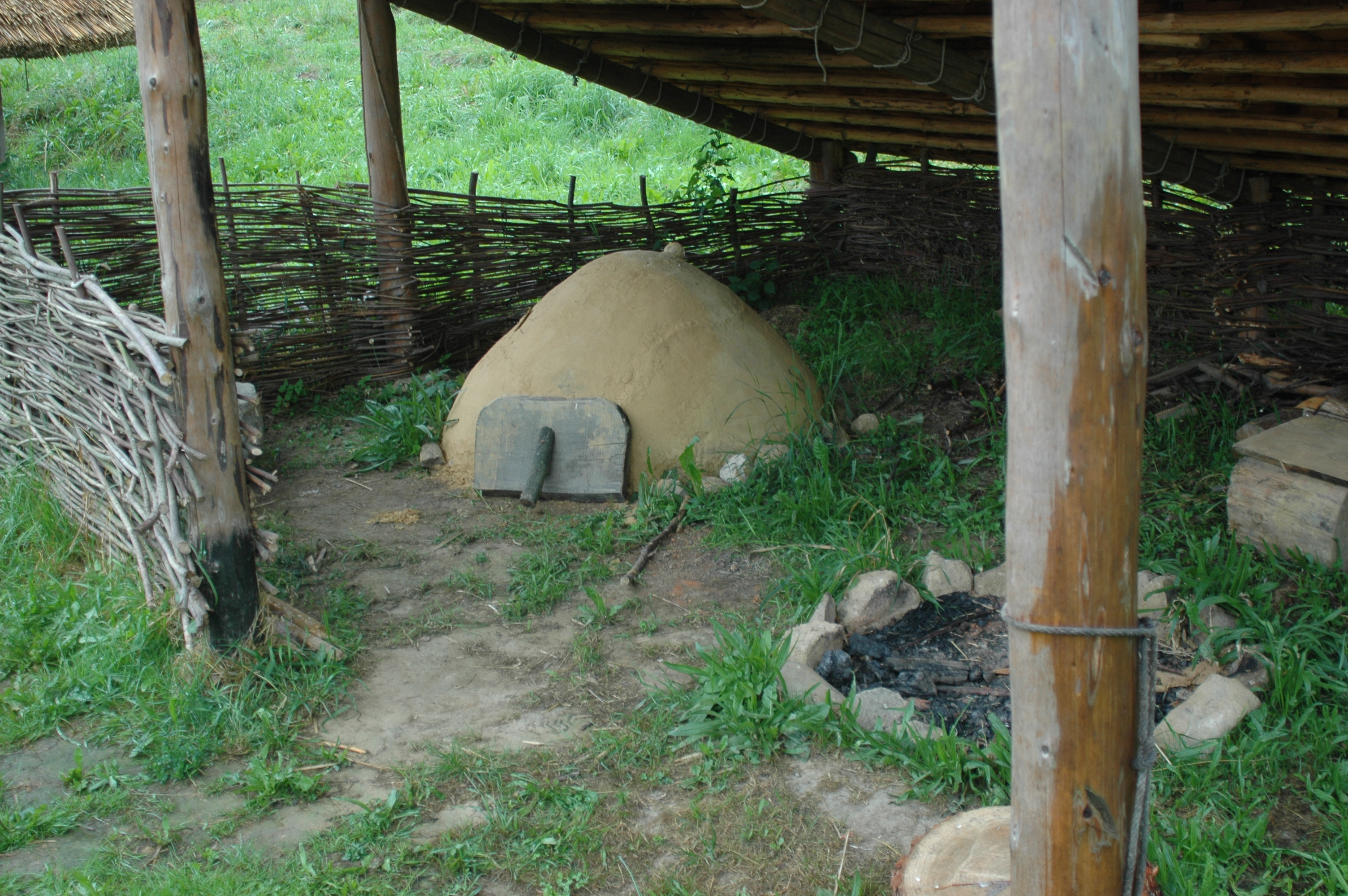
Lehmofen mit Unterstand im Geschichtspark Bärnau-Tachov

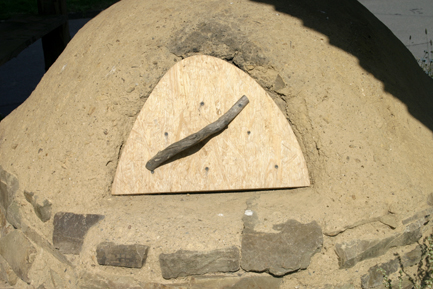
Historischer Ofen in Angfurten

Der Lehmofen ist ein aus Lehm bzw. Graslehm errichteter Brennofen. Dabei vermischt man Ton, Schluff und Sand mit Wasser, um das Gemisch formbar zu machen. In getrockneter Form ist Lehm stabil und isolierend und kann eine Temperatur von 1000 °C im Ofen konservieren.
Der Ton-Brennofen wird zur Keramikherstellung genutzt und kann in horizontaler oder vertikaler Lage errichtet werden. Er ist mindestens dreimal so lang wie breit, damit die Töpferware und das Holz, das als Brennzeug dient, ausreichend Abstand zueinander haben.

## Geschichte
Anordnungen unter Pfalzgraf Karl IV. aus dem Jahr 1772 dienten auch der Verhütung eines Brandes im Zusammenhang mit häuslichen Feuerstätten. Nach gleichzeitigen Bauvorschriften durften keine Holzschornsteine mehr errichtet, keine hölzernen Schläuche mehr eingebaut werden, die den Rauch der Feuerstätte zum Kamin zu leiten hatten, wie es auch untersagt wurde, Ofenrohre zum Fenster hinauszuführen.